# پورتال پلیر
پورتال پلیر (انگلیسی: Portal Player) شرکت الکترونیک آمریکایی است، که در سال ۱۹۹۹ تأسیس شد.